# Il Libro del Cortegiano

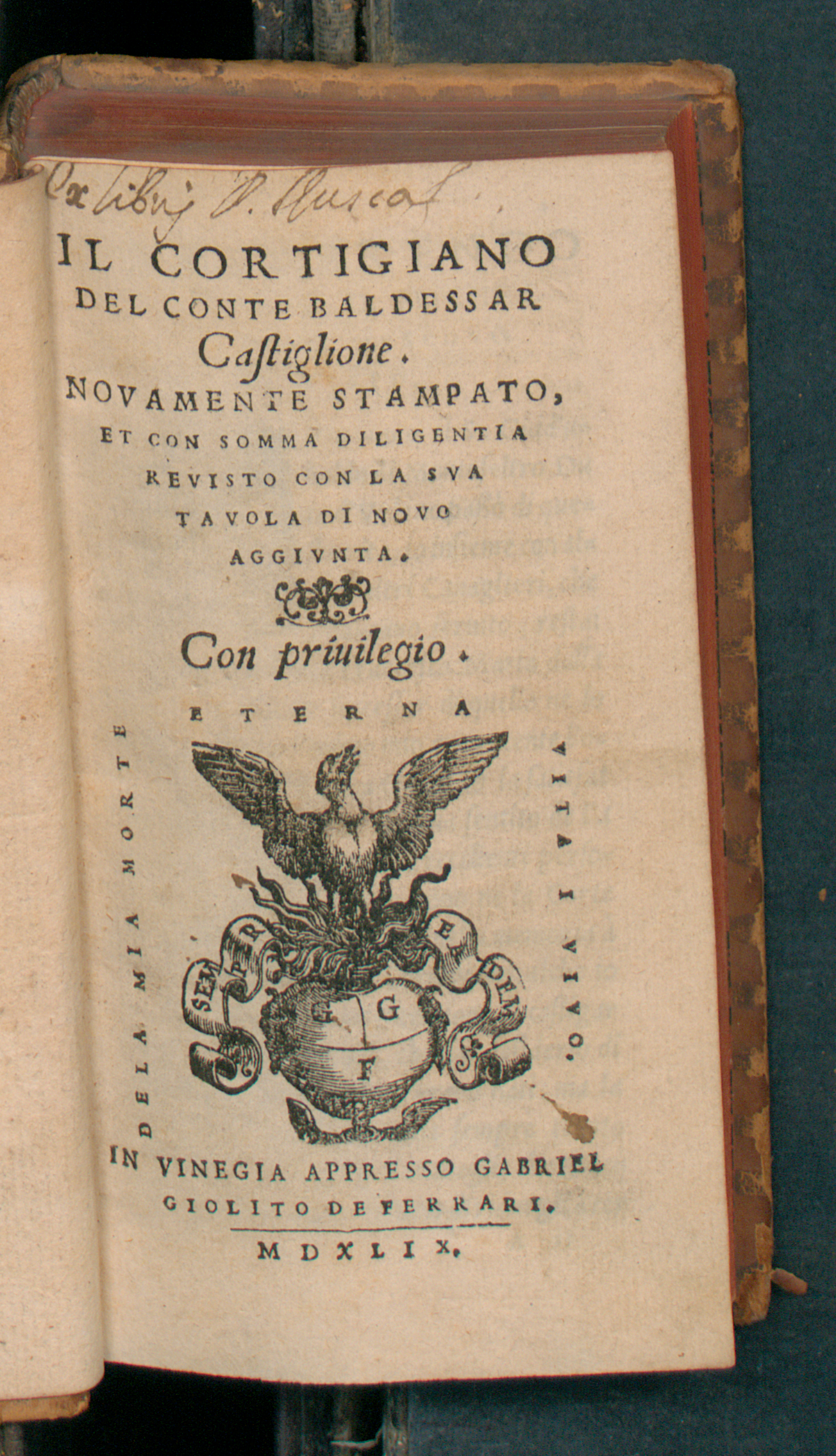
Cortegiano, 1549

Baldassare Castigliones Il Libro del Cortegiano, dt. das Buch des Hofmanns, ist ein literarisches Werk des frühen 16. Jahrhunderts, in dem das Ideal des Hofmanns mittels fiktionaler Dialoge entwickelt wird. Es wurde europaweit zum allgemeinen Referenzwerk der höfischen Gesellschaft und gehört neben Ariosts Orlando Furioso und Machiavellis Il Principe zu den bedeutendsten Leistungen der italienischen Literatur der Renaissance. Das Werk entstand zwischen 1508 und 1516 und wurde 1528 gedruckt.

## Anlage
In einem fiktionalen, narrativen Dialog lässt Castiglione die Freunde Pietro Bembo, Ludovico da Canossa, Bernardo da Bibbiena, Gasparo Pallavicino und viele andere bedeutende italienische Persönlichkeiten des frühen 16. Jahrhunderts an vier aufeinander folgenden Abenden – und entsprechend in vier Büchern – über die Qualitäten des idealen Hofmanns (cortegiano) und der vollendeten Hoffrau (donna di palazzo) diskutieren. Zwei Frauen, die Herzogin Elisabetta Gonzaga (1471–1526) und ihre Schwägerin Emilia Pia, nehmen den Vorsitz ein, wobei Emilia Pia die Aufgabe zufällt die Gespräche zu moderieren. Castiglione inszenierte in seinem Werk die ideale höfische Gesellschaft, ihre Konversations- und Umgangsformen und setzte damit dem Hof von Urbino ein literarisches Denkmal.

## Inhalte
Grazia (Anmut), misura (Ausgewogenheit), ingenio (Geist) und arte (Kunst) sind immer wieder auftauchende Kernbegriffe. Leitmotivisch werden dabei folgende Merkmale des idealen Hofmannes gefordert:
- Sprezzatura, mit der man ohne sichtbare Anstrengung seine Aufgaben bewältigt,
- eine humorvolle Gesinnung und schlagfertige Konversation,
- eine elegante, urbane Lebenshaltung,
- unbedingte Aufrichtigkeit in der Konversation mit dem Prinzen,
- Gewandtheit im Umgang mit Frauen und Bildung in den schönen Künsten.

Castigliones Hofmann ist universell gebildet und hat vielseitige Fähigkeiten. Der Hofmann Castigliones sollte harmonisch und ausgewogen sein. So wird zugleich kriegerische Tüchtigkeit und kulturelle Bildung gefordert, höfische Anmut und Schlagfertigkeit, Kühnheit und edle Gesinnung werden beim cortegiano vorausgesetzt. Der Hofmann findet seinen Schwerpunkt in der goldenen Mitte, der positiv verstandenen mediocrità. Prinzipiell träfen diese Tugenden auch auf die Frau zu, die jedoch noch durch typisch weiblichen Eigenschaften, wie Umgänglichkeit und Herzensgüte zu ergänzen seien. Damit steht er im Einklang mit den Anschauungen von Giuliano di Lorenzo de’ Medici.

## Vorbilder
Der Text lehnt sich in Form und Inhalt an Werke antiker Autoren wie Ciceros De oratore und Platons Politeia an. Indem der Cortegiano das Möglichkeitspotential des Menschen reflektiert und Universalität als hohe moralische Verpflichtung fordert, werden deren Gedanken aufgenommen. Für die stoischen Philosophen war ein reiner Machtstaat und der reine Machtmensch auf das Niveau seiner tierischen Natur begrenzt.

## Druck und Rezeption
Schon bei seiner Veröffentlichung 1528 bei den Druckern Aldo Romano und Andrea d’Asolo in Venedig war das Buch über den Hofmann ein Publikumserfolg. Es wurde im 16. Jahrhundert ins Spanische, Französische, Lateinische und Deutsche übersetzt. Sir Thomas Hoby (1530–1566) schuf in der Nachfolge von Castigliones Cortegiano die Abhandlung über The Courtyer (1561) und Łukasz Górnicki (1527–1603) beschrieb das Ideal des polnischen Hofmanns in Dworzanin polski (1566).
Niccolò Machiavelli findet in seinem Hauptwerk Il Principe (1513) entgegen dem Cortegiano Castigliones seine Größe gerade in dem Ignorieren ethisch-moralischer Implikationen. Beide Figurationen – Machiavellis Fürst und Castigliones Hofmann – stellen letztlich zwei Seiten einer Medaille dar, indem bei Castiglione einerseits die Möglichkeiten der vollendeten Kultiviertheit der italienischen Höfe als Ideal formuliert wird und sich bei Machiavelli gleichzeitig eine zynische Sicht auf die Pervertiertheit und die moralische Zügellosigkeit der italienischen Höfe und des Machtmenschen der Renaissance entfaltet.
Castigliones Ideal wurde vor allem in der wirkmächtigen Kultur der Renaissance in Italien des Kulturhistorikers Jacob Burckhardt (1860) aufgegriffen. Die Wiederentdeckung der antiken Autoren sowie „die Entdeckung der Welt und des Menschen“, wie es Burckhardt in Anlehnung an Jules Michelet formulierte, führte zu einem geradezu leitbildhaften Idealtypus vom Menschen: dem allseits gebildeten und sich ständig perfektionierenden uomo universale, dem „Universalmenschen“. Burckhardt stellte in Frage, ob der Cortegiano den Hofmann und seine vollendete Bildung am Hof meint oder nicht vielmehr den höfischen Menschen als ein verbindliches Ideal aller Zeitgenossen aufstellt: „Alles wohl erwogen, könnte man einen solchen Menschen an keinem Hof brauchen, weil er selber Talent und Auftreten eines vollkommenen Fürsten hat und weil seine ruhige und unaffektierte Virtuosität in allen äußeren und geistigen Dingen ein zu selbstständiges Wesen voraussetzt.“

## Deutschsprachige Ausgabe
- Baldesar Castiglione: Das Buch vom Hofmann. Übersetzt und erläutert von Fritz Baumgart. Mit einem Nachwort von Roger Willemsen. DTV, München 1986, ISBN 3-423-02181-0.
- Baldassare Castiglione: Der Hofmann. Lebensart in der Renaissance. Aus dem Italienischen von Albert Wesselski. Mit einem Vorwort von Andreas Beyer. Wagenbach, Berlin 1999, ISBN 3-8031-2357-7.
- Baldassare Castiglione: Die ideale Palastdame (ca. 1518), in: Nicolette Mout: Die Kultur des Humanismus. München, 1998, S. 178–183, ISBN 3-4064-3397-9.
- Der Hofmann des Grafen Baldesar Castiglione. Übersetzt, eingeleitet und erläutert von Albert Wesselski. 2 Bände. Müller, München und Leipzig 1907 Digitalisat